# Saint-Julien-de-Bourdeilles
Saint-Julien-de-Bourdeilles – miejscowość i dawna gmina we Francji, w regionie Nowa Akwitania, w departamencie Dordogne. W dniu 1 stycznia 2016 roku z połączenia dwóch ówczesnych gmin – Brantôme oraz Saint-Julien-de-Bourdeilles – utworzono nową gminę Brantôme en Périgord. W 2013 roku populacja Saint-Julien-de-Bourdeilles wynosiła 84 mieszkańców. 